# Climacteris affinis
Climacteris affinis là một loài chim trong họ Climacteridae.